# Расмуссен, Эмиль
Эмиль Расмуссен (19 июня 1873 — 30 мая 1956) — датский писатель. Кандидат теологии. Доктор филологии.

## Биография
Родился в обеспеченной буржуазной семье. В 1897 окончил университет в Оденсе. Уже в студенческие годы увлекался философией и эстетикой, изучал испанский и итальянский языки. Сразу после получения научной степени, отправился в Италию, где прожил 1,5 года, после возвращения на родину опубликовал работу в области эстетических исследований, в 1900 защитил докторскую диссертацию о творчестве итальянского поэта Джакомо Леопарди.
Много лет путешествовал по Европе, Азии и Африке.
Во время Первой мировой войны в 1917 опубликовал пропагандистскую работу в пользу Германии — «Barbarkvinder», наполненную эротическими фантазиями. Книга была изъята властями, а Эмиль Расмуссен приговорен к лишению свободы.
В последние годы занимался физиологическими медицинскими исследованиями (в том числе, проблемами рака).

## Творчество
Э. Расмуссен — писатель-импрессионист, блестящий стилист.
В своем творчестве Э. Расмуссен ярко отразил настроения высших слоев буржуазии, оторванных от капиталистического производства, жизненной целью которых становится погоня за разнообразными формами наслаждения. Действие почти всех произведений Расмуссена перенесено на юг, в экзотические страны.
В 1900 году опубликовал свой первый роман «Anita», в котором изобразил широкую картину жизни в современном итальянском городе. Позже, издал большое количество романов, первые два вышли в Дании: «Frants. Historien om en Præst» и «Skorpionen» (1902). В 1913 году вышла «Søster Ingeborg», пронзительная книга о болезни и смерти его жены, в 1927 — «For Guds Ansigt».
Герой романов писателя — человек-зверь, всецело подчиненный своим страстям и инстинктам. Все его романы почти без исключения целиком посвящены чисто сексуальным проблемам: «Mafia» (Мафия, 1906), «Den kolde Eros» (Холодный Эрос, 1908), «Skrifte maals djaevelen» (Дьявол исповеди, 1915), «Hvad Kvinder vil» (Чего хотят женщины, 1910), «Hvad Kvinder høster» (Что пожинают женщины, 1912), «Via del Inferno» (1913), «Det polske Blod» (Польская кровь, 1918), «Det store Kaos» (1919), «De fjærne, blaa Bjærge» (1921), «Mallorcas Paradis» (1936) и др. Эротика тут превращается в основной вопрос жизни. К какой бы среде и стране ни принадлежали его герои, все они без исключения дегустаторы жизни, основной проблемой существования которых является наслаждение. Человек, беспомощная пешка «извечных» страстей и инстинктов, всецело подчиняется голосу крови («Польская кровь»).
Э. Расмуссен своими романами приобрел широкую известность среди буржуазных кругов Дании. Провозглашался в свое время датским Д’Аннунцио.